# Rainier (Washington)
Rainier é uma cidade  localizada no estado norte-americano de Washington, no Condado de Thurston.

## Demografia
Segundo o censo norte-americano de 2000, a sua população era de 1492 habitantes.
Em 2006, foi estimada uma população de 1616, um aumento de 124 (8.3%).

## Geografia
De acordo com o United States Census Bureau tem uma área de
4,2 km², dos quais 4,2 km² cobertos por terra e 0,0 km² cobertos por água.

## Localidades na vizinhança
O diagrama seguinte representa as localidades num raio de 20 km ao redor de Rainier.